# Шотман Олександр Васильович
Олександр Васильович Шотман (6 вересня 1880, село Олександрівське Шліссельбурзького повіту Санкт-Петербурзької губернії, тепер у складі міста Санкт-Петербурга, Російська Федерація — розстріляний 30 жовтня 1937, місто Москва, Російська Федерація) — радянський діяч, голова Центрального виконавчого комітету Карельської АРСР, член ВЦВК і ЦВК СРСР 1—5-го скликань. Депутат Установчих зборів Російської республіки в 1917 році. Член ЦК РСДРП(б) і член Російського бюро ЦК РСДРП(б) з жовтня по листопад 1913 року. Член Центральної контрольної комісії ВКП(б) у 1924—1934 роках.

## Біографія
Народився в родині робітника—слюсаря. Закінчив трикласне народне училище. З п'ятнадцятирічного віку працював токарем на заводах Лесснера, Нобеля і Обухівському в Санкт-Петербурзі.
Член РСДРП(б) з 1899 року. Партійні псевдоніми Берг, Горський.
У 1899—1901 роках був членом петербурзького Союзу боротьби за визволення робітничого класу. Один із організаторів Обухівської оборони в травні 1901 року. Працюючи на заводі Нобеля (нині завод «Російський дизель»), був в 1902 році партійним організатор Виборзького районного комітету і членом Петербурзького комітету РСДРП. Делегат II з'їзду РСДРП (Брюссель—Лондон, 1903) від Петербурзької організації, на якому з самого початку розколу приєднався до ленінському крила (більшовиків).
Після повернення в Росію з 1903 року нелегально працював в Ярославлі та Костромі, обирався членом Північного комітету РСДРП, неодноразово арештовувався.
З 1905 року — член Санкт-Петербурзького комітету РСДРП. Після заслання восени 1905 року — член Одеського комітету РСДРП. Після повернення до столиці був кооптований у Санкт-Петербурзький комітет, знову працював у Виборзькому районі. У 1908 році — член Центрального правління Спілки металістів; одночасно працював у підпільній організації Василеостровського району Санкт-Петербурга.
У 1910—1913 роках — член Гельсінгфорського комітету Фінляндської соціал-демократичної партії. У зв'язку з провалом військової організації Балтійського флоту втік за кордон, де брав участь у Поронінській нараді ЦК РСДРП в околиці Кракова у жовтні 1913 року. Був кооптований до складу Центрального комітету і Російського бюро ЦК РСДРП. Направлений на підпільну роботу в Росію.
У листопаді 1913 року заарештований в Катеринославі і засланий на три роки в Наримський край. До 1917 року перебував на засланні. Після Лютневої революції 1917 року амністований, обраний членом Томського комітету РСДРП(б), а потім направлений до Фінляндії.
З червня 1917 року — член Петроградського окружного комітету РСДРП(б), делегат VI з'їзду РСДРП(б), член Передпарламенту. Обраний депутатом Установчих зборів від Петроградського губернського виборчого округу за списком № 2 (РСДРП(б)). Після липневих днів 1917 року здійснював зв'язок ЦК РСДРП(б) з Володимиром Леніним і Григорієм Зінов'євим, які переховувалися в Розливі. Організовував перехід Леніна в Гельсінгфорс в серпні 1917 року. Був учасником розширеного засідання ЦК РСДРП(б) 6 (29) жовтня 1917 року в Удільній, що підтвердив курс партії на збройне повстання.
З листопада 1917 року — заступник народного комісара пошти і телеграфів РРФСР. З травня 1918 по 1919 рік — секретар та член Президії Вищої ради народного господарства (ВРНГ) РРФСР.
У 1919 — 2 березня 1920 року — голова Урало-Сибірської комісії Ради праці і оборони РРФСР. У 1920 році — член Сибірського революційного комітету і голова Сибірської Ради народного господарства.
У 1920 — 21 березня 1921 року — член Кавказького бюро ЦК РКП(б).
21 березня 1921 — 1922 року — член Південно-Східного бюро ЦК РКП(б). Одночасно, в 1921—1922 роках — голова Південно-Східної крайової Економічної наради.
У 1922—1923 роках — голова Економічної наради Карельської трудової комуни.
25 липня 1923 — 1924 року — голова Центрального виконавчого комітету Карельської АРСР.
2 червня 1924 — 2 грудня 1927 року — кандидат у члени Президії Центральної контрольної комісії РКП(б).
У 1924—1926 роках — голова правління акціонерного товариства «Радіопередача».
З 1926 року — завідувач відділу кадрів Президії ВРНГ СРСР, з 1928 року — член Президії ВРНГ СРСР.
На 1929 рік — керівник групи Народного комісаріату робітничо-селянської інспекції СРСР.
З 1930 року — член Комітету у справах Камчатки і Сахаліну при Раді праці і оборони СРСР.
У 1931 — червні 1937 року — уповноважений Президії ВЦВК з особливих справ.
25 червня 1937 року заарештований органами НКВС. Засуджений Воєнною колегією Верховного суду СРСР 29 жовтня 1937 року до страти, розстріляний наступного дня. Похований на Донському цвинтарі Москви.
24 грудня 1955 року реабілітований, 18 січня 1956 року посмертно поновлений у партії.